# Disco Ensemble
 (octobre 2017).
Si vous disposez d'ouvrages ou d'articles de référence ou si vous connaissez des sites web de qualité traitant du thème abordé ici, merci de compléter l'article en donnant les références utiles à sa vérifiabilité et en les liant à la section « Notes et références ».

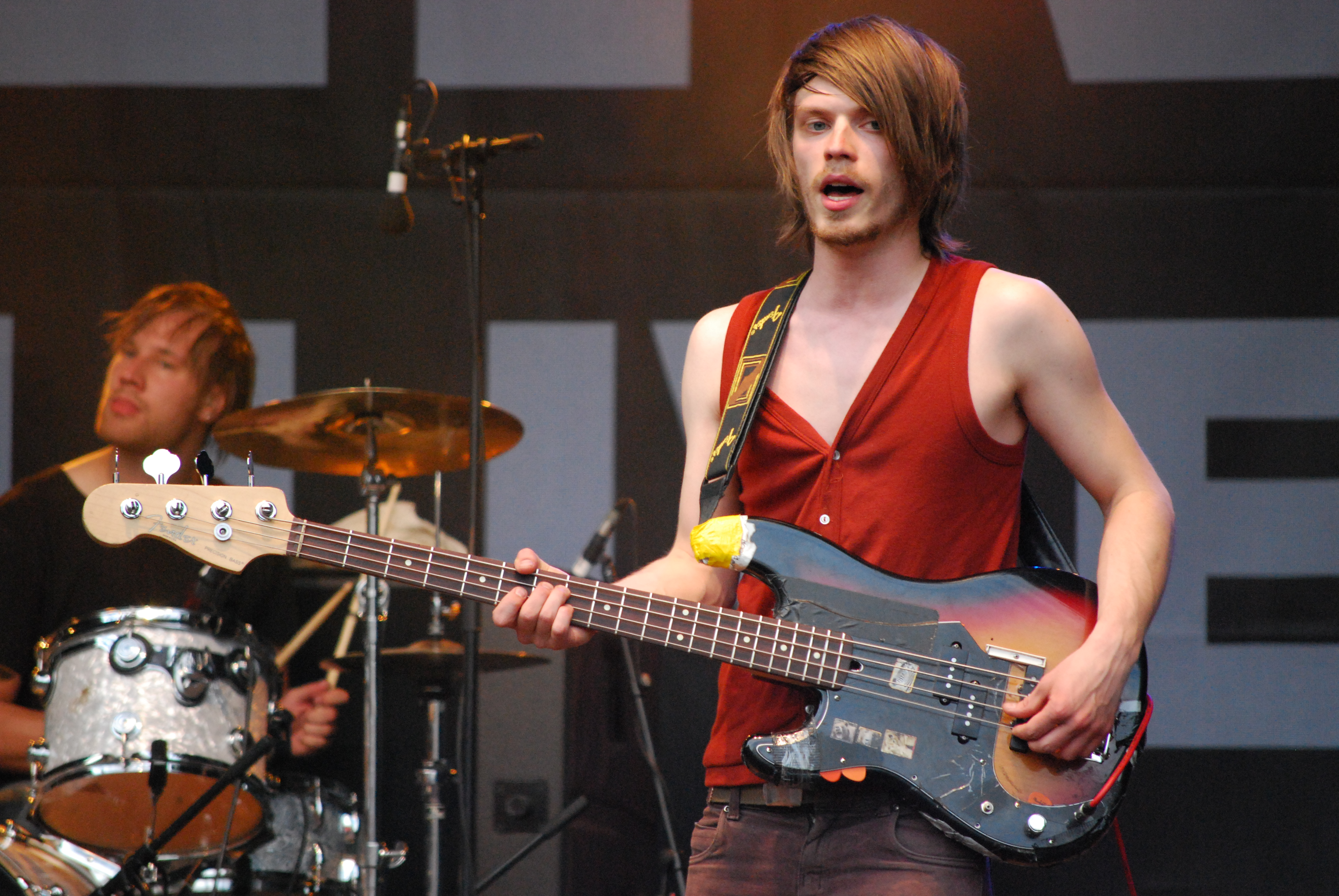
Lasse Lindfors et Mikko Hakila.

Disco Ensemble est un groupe de post-hardcore finlandais, originaire de Pori. Il est caractérisé par un son plutôt agressif et accrocheur, ainsi que par l'utilisation d'un synthétiseur.

## Membres
- Miikka Koivisto - Chant, Disk jockey
- Jussi Ylikoski - Guitare
- Mikko Hakila - Batterie
- Lasse Lindfors - Basse

## Historique

### Premières années (1996-2002)
Le groupe se forme en 1996 avec le guitariste Jussi Ylikoski et le batteur Mikko Hakila sous le nom de DisCo. Ils changent ce nom en Disco Ensemble à cause d'un groupe pop finlandais utilisant déjà ce nom. Le chanteur Miikka Koivisto les rejoint en 2000, alors que le groupe commence à avoir une certaine notoriété sur la scène locale. Après de nombreux changements de bassiste, c'est finalement Lasse Lindfors qui clôt le line-up du groupe.
Ils sortent leur premier EP Memory three sec en 2000 qui passe relativement inaperçu. C'est avec leur deuxième EP Ghosttown Effect sorti en 2001 que le groupe gagne en notoriété.

### Viper Ethics (2003-2005)
Le groupe sort son premier album viper ethics en 2003 sous le label Fullsteam Records. L'album reçoit une bonne critique et permet à Disco Ensemble de partir sur les routes de Finlande et d'Europe.

### First Aid Kit (2006)
Le deuxième album de Disco Ensemble, intitulé First Aid Kit sort en 2005 et reçoit un très bon accueil, aussi bien des critiques que du public. Il se hisse à la 9e place des charts finlandais.
Au printemps 2006, grâce au succès national et européen du groupe, Fullsteam Records et Universal Music décident de sortir l'album en Amérique du Nord, en Amérique du Sud, et en Asie.
Disco Ensemble fait alors de nombreux concerts pour assurer la promotion de leur cd, et embarque pour l'Antidote Tour avec d'autres groupes tels que Danko Jones, Bedouin Soundclash et Gogol Bordello. Il joue également pour le Kerrang!'s Most Wanted tour.

### Magic Recoveries (2008)
L'album Magic Recoveries est sorti en mai 2008. Il rencontre un franc succès et parvient à se hisser au top des charts finlandais.

### The Island of Disco Ensemble (2010)
C'est le quatrième album de Disco Ensemble. Il est sorti le 26 mai 2010.

### Warriors (2012)
Une nouvelle chanson, 'Your Shadow' sort en mars 2012. Le 20 août, le single 'Second Soul' passe pour la première fois sur Ylex Radio. Le 21 août, le groupe révèle que l'album sera intitulé 'Warriors'. Ce dernier est sorti le 21 septembre 2012.

## Discographie
EP
- Ghosttown Effect (2001)
- Memory Three Sec. (2000)

Albums
- Viper Ethics (2003)

1. Dynamite Days
2. Zombies
3. In Neon
4. Videotapes
5. Masquerade
6. Mantra
7. Secret Society
8. Cynic
9. Invisible Ink
10. Skeleton Key
11. Sink Your Teeth In

- First Aid Kit (2006)

1. This Is My Head Exploding
2. We Might Fall Apart
3. Drop Dead, Casanova
4. Human Cannonball
5. Eyes of a Ghost
6. Black Euro
7. First Aid Kit
8. Fresh New Blood
9. See If I Care
10. So Long, Sisters
11. You Are the Dawn
12. Sleep On the Wheel

- Magic Recoveries (2008)

1. Magic Recoveries
2. We Can Stop Whenever We Want
3. Bad Luck Charm
4. Worst Night Out
5. Arsonists vs. Firemen
6. Threat Letter Typewriter
7. Headphones
8. Beacon
9. 24/365
10. Poltergeist
11. Lightweight Giants
12. Stun Gun
13. Boxer(Hidden Track)

- The Island of Disco Ensemble (2010)

1. Bay of Biscay
2. Pitch Black Cloud
3. White Flag for Peace
4. Protector
5. So Cold
6. Get Some Sleep
7. Life of Crime
8. Semi Eternal Flame / Undo
9. Lefty
10. Samantha

- Warriors (2012)

1. Intro
2. Second Soul
3. Too Much Feeling
4. Eartha Kitt
5. I've Seen the Future
6. With Every Step
7. Hologram
8. Spade Is the Anti-Heart
9. Chinese Sword
10. 1000 Years
11. Your Shadow

DVD
- Video Vortex (2008)